# St. Pauli Girl

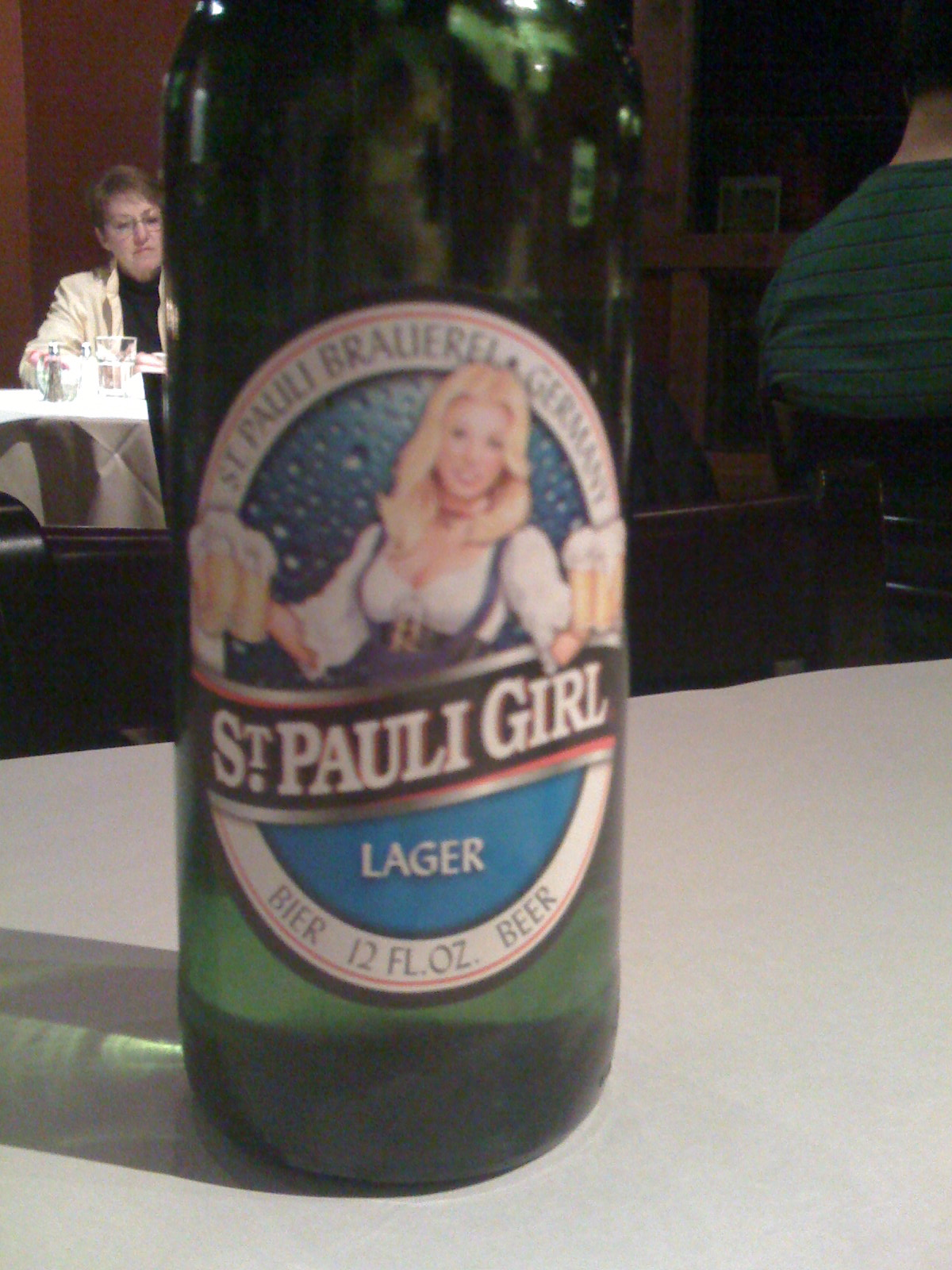
St. Pauli Girl Lager

St. Pauli Girl war ein von der St. Pauli Brauerei C.L. Wilh. Brandt GmbH in Bremen gebrautes Bier und ist eine Bier-Marke für den US-Markt.

## Geschichte
Die St. Pauli-Brauerei wurde 1857 von dem Bremer Unternehmer Lüder Rutenberg gegründet. Gebraut wurde in der früheren Rungeschen Brauerei in der Bleicherstraße im Ostertor. 1862 stieg Carl Ludwig Wilhelm Brandt als Teilhaber ein. 1864 wurde der Braumeister Heinrich Beck eingestellt, der später mit Franz Gustav Thomas May die Kaiserbrauerei Beck & May gründete. Bis 1870 stieg die St. Pauli-Brauerei zur größten Bremer Brauerei auf. Brandt war mittlerweile alleiniger Eigentümer, da Rutenberg wegen geschäftlicher und persönlicher Differenzen aus der Firma ausgeschieden war. Bereits in den 1880er Jahren wurde St. Pauli Girl eines der erfolgreichsten Biere der Bremer St. Pauli-Brauerei und gewann insgesamt zwölf internationale Medaillen. Die Stärke der Marke war schon damals die Ausfuhr von hellem Lagerbier, besonders in die Vereinigten Staaten. Um die Jahrhundertwende schaffte es die Brauerei, die mittlerweile im Besitz einer englischen Aktiengesellschaft war, zudem in Großbritannien Fuß zu fassen.
In der Zeit vor dem Ersten Weltkrieg war St. Pauli Girl das bekannteste deutsche Exportbier. In Kooperation mit dem Norddeutschen Lloyd schaffte es Beck & Co. jedoch, die Marke Beck’s zum Synonym für deutsches Bier in den Vereinigten Staaten zu machen, andere deutsche Biere vom Exportmarkt zu verdrängen und die St. Pauli Brauerei 1918 nach verschiedenen Eigentümerwechseln zu übernehmen.
St. Pauli Girl überlebte als Marke und wurde ab 1965 wieder in Bremen produziert und als Lager und Special Dark in ausgewählte Regionen der USA eingeführt. Ab 1975 begann die landesweite Vermarktung unter Verwendung der Illustration einer blonden Frau im Dirndl auf dem Etikett. Seit den 1980ern wird die Marke durch die jährliche Wahl eines Fotomodells zum „St. Pauli Girl“ beworben.
Die ausgewählten Fotos der Damen auf den Flaschenetiketten stammten häufig aus dem Playboy.
Zeitweise war St. Pauli Girl das zweitmeistverkaufte deutsche Bier in den Vereinigten Staaten und das Non-Alcoholic Malt sogar das meistverkaufte alkoholfreie Importbier in den USA.
Derzeit gibt es folgende Varianten des Biers:
- St. Pauli Girl Lager
- St. Pauli Girl Special Dark
- St. Pauli Non-Alcoholic Malt